# Glenopteris oculata
Glenopteris oculata là một loài bướm đêm trong họ Noctuidae.